# Henry Temple (2e vicomte Palmerston)
Pour les articles homonymes, voir Henry Temple.
Henry Temple (4 décembre 1739 - 17 avril 1802), est un homme politique britannique.

## Biographie
Il est un fils d'Henry Temple (fils d'Henry Temple (1er vicomte Palmerston)) et de Jane, fille de John Barnard, lord-maire de Londres.
Il est né dans « l'Ascendance », l'aristocratie anglo-irlandaise. Sa famille possède un vaste domaine dans le nord du Comté de Sligo à l'ouest de l'Irlande. Il accède à la pairie en 1757 et fait ses études au Clare College de Cambridge de 1757 à 1759.
En tant que membre de la Chambre des communes britannique, il représente les circonscriptions d'East Looe entre 1762 et 1768, Southampton entre 1768 et 1774, Hastings entre 1774 et 1784, Boroughbridge entre 1784 et 1790, Newport, île de Wight entre 1790 et 1796, et Winchester entre 1796 et sa mort en 1802.
Il est nommé au Board of Trade en 1765, est Lord Commissaire de l'Amirauté entre 1766 et 1777, et Lord du Trésor de 1777 à 1782.
En 1763, Temple se rend en Italie, restant avec Voltaire à Ferney en cours de route. Il atteint Rome en 1764, et de là visite Paestum, au sud de Naples. Il achète des antiquités et des peintures de Gavin Hamilton, des antiquités de Giovanni Battista Piranesi, des peintures d'Angelica Kauffmann, des camées de Giovanni Pichler et des sculptures de Joseph Nollekens .
Il meurt le 17 avril 1802 dans sa maison de Hanover Square, Westminster . Son fils, Henry John Temple, 3e vicomte Palmerston, est Premier ministre du Royaume-Uni au milieu du XIXe siècle.
Un portrait de Henry Temple par Angelica Kauffman est exposé à Broadlands, Hampshire.